# LiveUpdate
LiveUpdate ist eine Software, die von der Symantec Corporation geschrieben wurde. Es sorgt für kontinuierliche Produktunterstützung durch das Herunterladen und Installieren von Updates für seine Produkte, darunter Virendefinitionsupdates für sein Flaggschiff-Produkt Norton AntiVirus.
Die derzeitige Version von LiveUpdate ist 3.4.1.232 und kann von der Symantec-Website heruntergeladen werden. Neuere Versionen können auch ältere Versionen von Symantec-Produkten aktualisieren, die zum Zeitpunkt des Kaufes eine ältere Version von LiveUpdate integriert hatten.

## Modi
LiveUpdate kann im Interaktiven Modus oder im Express-Modus ausgeführt werden. Im Interaktiven Modus (Standard) lädt LiveUpdate eine Liste verfügbarer Updates herunter, danach wird dem Benutzer die Möglichkeit gegeben, zu entscheiden, welche Updates heruntergeladen werden sollen. Der Express-Modus wird ohne Zutun des Anwenders jedes verfügbare Update herunterladen und installieren.

## Abonnement
Zum Ausführen von LiveUpdate und Herunterladen von Produkt-Updates, darunter die neuesten Virendefinitionen und Intrusion Detection Signaturen (für Norton Personal Firewall und Norton Internet Security), wird ein Abonnement benötigt.
Jedes Symantec-Produkt enthält von Kauf an ein, normalerweise 1-jähriges, Abonnement. Nach diesem Zeitraum muss ein erneutes Abonnement für ein weiteres Jahr Produkt-Updates erworben werden. Normalerweise ist das Erneuern eines Abonnements nicht so teuer wie das Erwerben einer neuen Version eines Symantec-Produkts oder eines Upgrades.

## Entfernung
Symantec erlaubt die Entfernung von LiveUpdate auf einem Computer. Allerdings entfernt dies somit den Update-Dienst aller Symantec-Produkte. Das Programm kann, wie alle anderen Windows-Programme auch, über die Systemsteuerung deinstalliert werden.